# آندرانوولونا
آندرانوولونا (به لاتین: Andranovelona) یک منطقهٔ مسکونی در ماداگاسکار است که در بخش امباتولامپی واقع شده‌است. آندرانوولونا ۱۵٬۰۰۰ نفر جمعیت دارد و ۱٬۵۷۶ متر بالاتر از سطح دریا واقع شده‌است.